# Cacau Show
Cacau Show é uma empresa alimentícia brasileira, localizada em Itapevi, no estado de São Paulo. É uma marca de chocolates nacional, fundada em 1988 por Alexandre Tadeu da Costa, aos dezessete anos, no bairro da Casa Verde, zona norte de São Paulo, com a ajuda de uma funcionária e quinhentos dólares.
Está presente em quase todos os estados brasileiros e conta com mais de 3,7 mil lojas distribuídas por mil municípios e faturando anualmente mais de um bilhão de reais.
Possui cinco fábricas com capacidade de produção anual de doze mil toneladas de chocolate nas cidades de Campos do Jordão, Curitiba, Itapevi, Linhares, São Paulo.

## História

### 1980-1990
A Cacau Show começou três dias antes da Páscoa de 1988, quando Alexandre Tadeu da Costa, um rapaz com 17 anos de idade, filho de pai tecelão e mãe vendedora de produtos de beleza em domicílio, resolveu revender chocolates. Logo Alexandre conseguiu uma encomenda de 2 mil ovos de 50 gramas. Sua maior surpresa ao chegar com o pedido na fábrica foi que não havia possibilidade de produzir ovos com esse peso. Para honrar o compromisso assumido, resolveu produzir os ovos por conta própria, comprou a matéria-prima e contratou uma colaboradora que fazia chocolate caseiro. Após três dias, com jornadas de trabalho de 18 horas, o pedido foi entregue.
Depois da experiência,  percebeu que havia um mercado muito pouco explorado de chocolates artesanais e resolveu investir nisso. O lucro da primeira encomenda, aproximadamente US$ 500,00, foi o capital inicial para criar a Cacau Show. Na época, o empreendimento se estabeleceu em uma sala na empresa dos pais do fundador, no bairro da  Casa Verde, em São Paulo. Porém, logo depois passou a pagar aluguel pelo espaço.
Durante toda a história da empresa, em nenhum momento, contou com capital externo ou empréstimos bancários. Nessa época, o processo de produção era bem precário: ele e um amigo produziam e saíam vendendo as guloseimas em padarias, contando também com a ajuda de revendedores. Porém, foi preciso mudar a estrutura de distribuição, pois, para o tipo e o custo do produto vendido, ficava muito caro o sistema de comissões e de prazos de pagamento habituais ao canal de venda domiciliar. Foi nesta época que optou por atender diretamente a pequenos pontos-de-venda, como bares e lanchonetes, sem contar com a intermediação de atacadistas ou distribuidores. A experiência de sair vendendo pessoalmente, de loja em loja, foi considerada insubstituível pelo empresário, pois graças a ela, hoje ele sabe exatamente como se vende, conhece profundamente o mercado e o perfil dos compradores, as dificuldades e oportunidades encontradas, podendo, portanto, preparar seus vendedores da melhor maneira para o dia-a-dia nas ruas.
Além de vender o produto, buscou também informações técnicas: como fabricar, conservar, embalar, e assim por diante. Nesta busca de aperfeiçoamento da qualidade, fez cursos de vários tipos, desde aqueles oferecidos por grandes fornecedores e revendedores de chocolate em barra até cursos tipicamente voltados para donas de casa.
Um momento difícil para a empresa ocorreu no verão de 1992. Como é natural e ocorre em todos os verões com produtos à base de chocolate, a venda dos produtos da marca caiu acentuadamente. O produto parou de rodar no ponto de venda e, devido à sua curta vida útil, começou a estragar. Como o fim do ano se aproximava, comprou uma máquina para fazer panetones, e vendeu-os; montou quiosques em feiras de natal para oferecer não só seus chocolates, mas também produtos adequados à temperatura do verão, como salgadinhos e sucos, adquiridos de terceiros: ou seja, quando a situação de seus produtos se complicou, a empresa mudou, rápida e temporariamente sua oferta ao mercado para poder suprir os problemas e sair em boas condições.

### 2000-presente
A primeira loja da Cacau Show foi construída no final de 2001 na cidade de Piracicaba, interior de São Paulo, e o negócio cresceu rapidamente. No ano seguinte, eram dezoito pontos de venda padronizados com a marca da empresa. Logo depois, já eram 46 e, na sequência, 130. Mais um ano, e totalizavam 230 em número de lojas. Em 2005, recebeu o prêmio “Melhor Franquia do Ano”, na categoria Cafeteria e Confeitaria, dado pela Editora Globo, em parceria com a Fundação Getulio Vargas. A Cacau Show se destaca por possuir o Selo de Excelência em Franchising 2008/2009. Receber o Selo de Excelência em Franchising significa que a empresa franqueadora recebe um atestado de sua real capacidade de praticar o sistema de franchising. As normas são impostas pela ABF- Associação Brasileira de Franchising, como instituição que reúne, no âmbito nacional, todas as principais empresas que trabalham com franquia.
Em 2008, a Cacau Show ultrapassou a norte-americana Rocky Mountain e se tornou a maior rede de lojas de chocolates finos do mundo. Hoje a empresa conta mais de mil lojas em todo o país e, com isso, se tornou a maior rede de alimentação do Brasil. A fábrica, instalada em Itapevi, na Grande São Paulo, em 2006, possui dezoito mil metros quadrados e produz 250 tipos de produtos. Mas, com o crescimento constante, quase não basta para o tamanho da empresa. Por isso, investiu R$ 20 milhões na ampliação da fábrica, que até o final do ano terá dobrado de tamanho, chegando a 36 mil metros quadrados.
Em abril de 2020, doou 700 mil reais para o GRAACC, obtidos com o leilão de chocolates feito pelo presidente da empresa, Ale Costa.
A empresa tem aumentado sua visibilidade nas mídias ao patrocinar programas como MasterChef Brasil e Bake Off Brasil, além de realizar ações como a distribuição de 30 mil trufas gratuitas para os membros de seu programa de fidelidade, em comemoração à vitória do filme Ainda Estou Aqui no Oscar.

## Expansão de negócios

### Hotelaria
Em 2021, a Cacau Show abriu seu primeiro resort temático de luxo, o Bendito Cacao Resort & Spa, na Serra da Mantiqueira, em Campos do Jordão (SP), o empreendimento de cerca de 17 mil metros quadrados (m²) conta com 94 quartos, sendo duas suítes presidenciais.
Ainda em 2024, planeja abrir sua segunda unidade, na região turística do Circuito das Águas Paulista, em Águas de Lindóia (SP), o empreendimento de 200 mil m² terá 270 quartos, sendo 35 quartos temáticos inspirados nas linhas de produtos da marca e seis suítes presidenciais.

### Parque de diversão
Em 2023, inaugurou seu parque de diversões itinerante em Barueri (SP) e um mini parque na loja da fábrica de Itapevi (SP).
A Cacau Show já demonstrava interesse em entrar no mercado de parques de diversão, tendo inclusive tentando adquirir a rede Beto Carrero World e Hopi Hari no passado. A empresa também estaria construindo um parque na Rodovia Castello Branco em Itu, no interior de São Paulo, por cerca de 2 bilhões de reais, de acordo com a câmara municipal do município. Após a aquisição da antiga fábrica da Chocolates Pan, adquirida no final de 2023, foi especulada a construção de um parque no terreno.
Em 20 de fevereiro de 2024, a empresa anunciou a aquisição do grupo Playcenter, sem divulgar o valor da operação, que ainda depende da aprovação do Conselho Administrativo de Defesa Econômica (CADE)..

Em 2 de dezembro de 2024, foi oficializada a criação do Cacau Park durante uma cerimônia realizada no Palácio dos Bandeirantes, sede do Governo do Estado de São Paulo.